# Тюлькино-Пушкарі
Тю́лькино-Пушкарі́ (рос. Тюлькино-Пушкари) — присілок у складі Увинського району Удмуртії, Росія.

## Населення
Населення — 40 осіб (2010; 95 в 2002).
Національний склад станом на 2002 рік:
- росіяни — 57 %
- удмурти — 35 %

## Урбаноніми[3]
- вулиці — Карла Маркса, Комунальна, Південна, Праці, Пушкинська, Радянська, Свободи, Східна, Транспортна